# 詹马尔科·波泽科
詹马尔科·波泽科（義大利語：Gianmarco Pozzecco，1972年9月15日—），意大利男子篮球运动员。他曾代表意大利获得2004年夏季奥运会篮球比赛男子银牌。他也参加了1998年世界篮球锦标赛。